# Mariano Abasolo

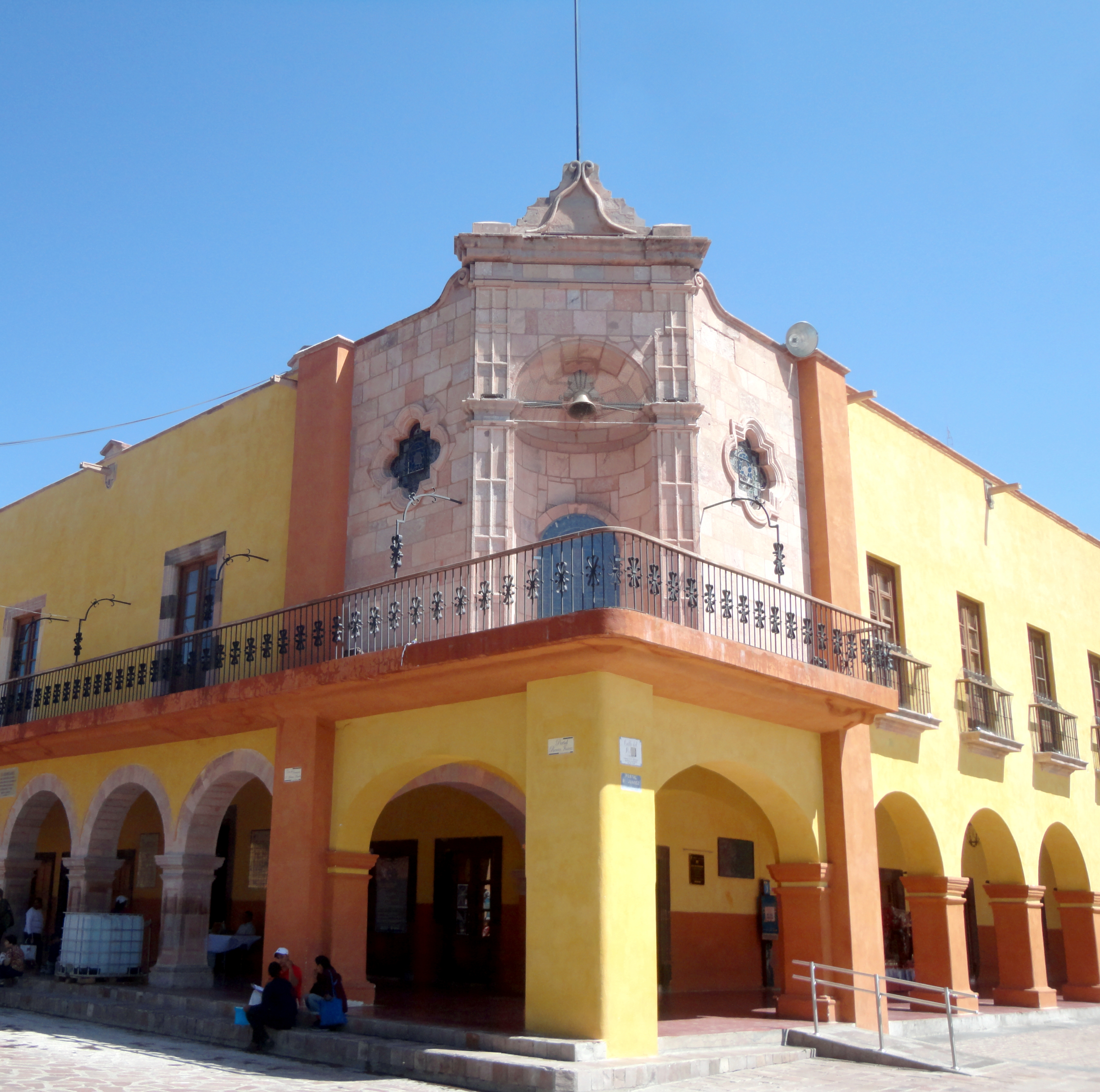
Hogar de Mariano Abasolo en Dolores Hidalgo, Guanajuato, México.

José Mariano Sixto de Abasolo y Rodríguez de Outón (Dolores, Alcaldía Mayor de San Miguel, Reino de México, Nueva España; 29 de marzo de 1783-Cádiz, España; 14 de abril de 1816) fue uno de los generales insurgentes durante la guerra de Independencia de México.

## En el regimiento de Dragones de la Reina
Servía como capitán en el regimiento de Dragones de la Reina, que guarnecía la villa de San Miguel, cuando la conspiración de Querétaro comenzó. En esta conspiración se planeaba la insurrección para derrocar al gobierno virreinal e independizar a México.

## Su participación en la conspiración
Durante 1809, algunos novohispanos (entre ellos Abasolo) iniciaron otra conspiración en la ciudad de Valladolid (actualmente Morelia, en el estado de Michoacán), en la que participaban militares de alto rango, entre ellos José María García Obeso, José Mariano de Michelena, José María Abarca Ignacio Allende, entre otros.
Esta conspiración continuó hasta diciembre del mismo año, cuando fue descubierta por el gobierno virreinal, el cual se dio a la tarea de aprehender a los principales colaboradores de estas reuniones, quedando los demás en libertad. Allende y Abasolo quedaron en libertad, por lo que siguieron conspirando, pero esta vez en Querétaro, en casa del corregidor Miguel Domínguez y de su esposa Josefa Ortiz de Domínguez. Abasolo había sido invitado a estas conspiraciones por Ignacio Allende, quien tenía cierta influencia sobre él. A esta segunda conspiración, Allende invitó a otros dos militares: Juan Aldama y Joaquín Arias. Este último terminaría por traicionar a sus compañeros informando a las autoridades acerca de estas reuniones secretas.

## Apoyo económico
Abasolo fue siempre leal a Allende y a los insurgentes. Gozaba de buena posición económica, y ayudó principalmente con fondos a la causa insurgente con cuarenta mil pesos oro, ya que no realizó grandes acciones militares en la lucha armada. Cuando en la madrugada del 15 de septiembre de 1810, en el pueblo de Dolores, Miguel Hidalgo y Costilla inició la Guerra de Independencia, correspondió a Abasolo, al mando de una pequeña tropa, apoderarse de las armas y municiones que se encontraban depositadas en un arsenal, para ser repartidas entre los insurrectos.

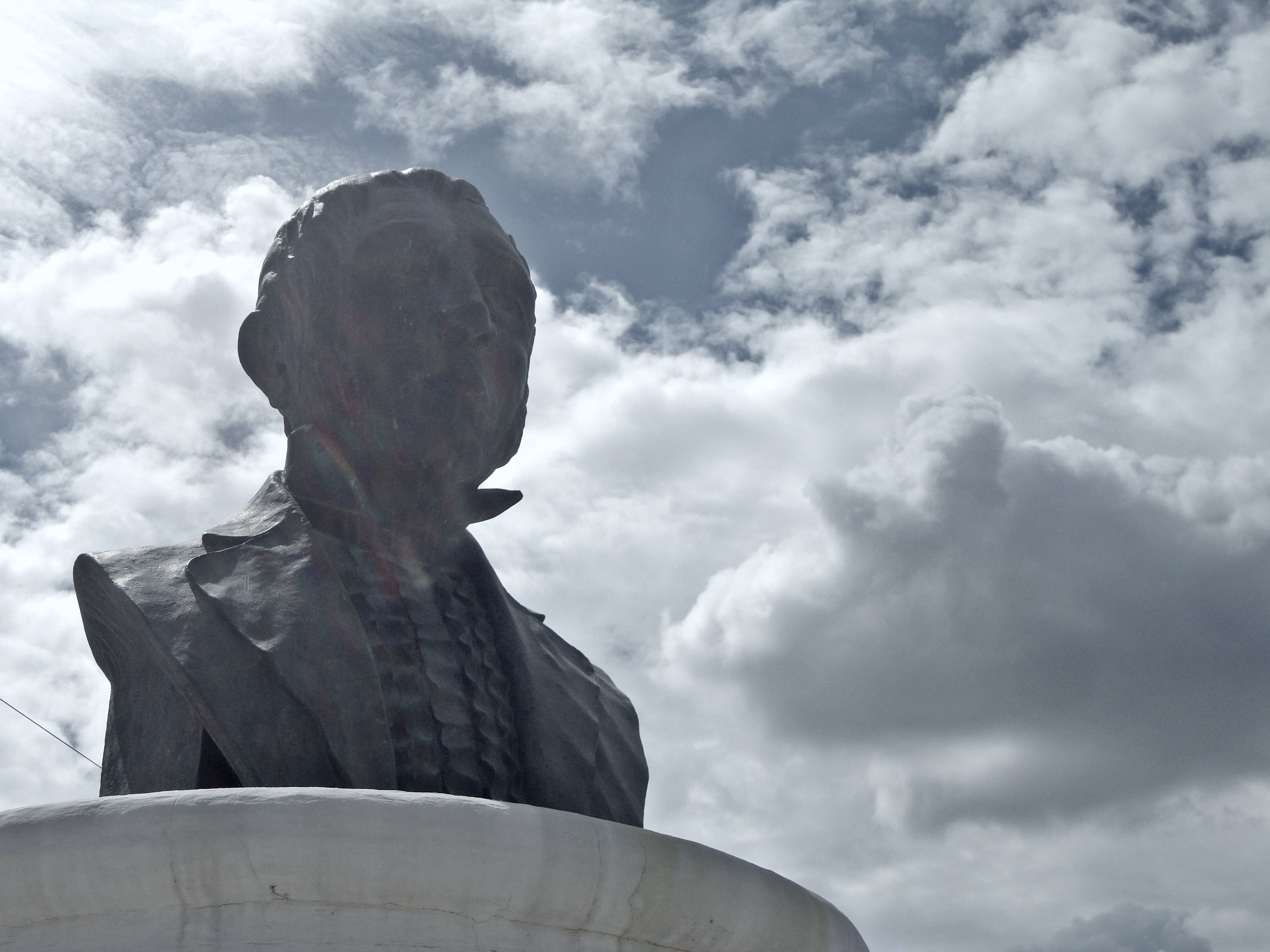
Monumento dedicado a Mariano Abasolo en Dolores Hidalgo, Guanajuato, México.

## En el ejército insurgente
De la ciudad de San Miguel (a donde los insurgentes se dirigieron primero, y donde Abasolo distribuyó las armas tomadas del arsenal), se dirigieron a Celaya, ciudad que fue tomada sin la menor resistencia por parte de los españoles. Fue en esta ciudad donde Hidalgo recibió el nombramiento de Capitán General del ejército insurgente, e Ignacio Allende el de teniente general. Abasolo fue nombrado capitán, al igual que otros muchos dirigentes de la lucha. Poco después, la ciudad de Guanajuato fue asediada, y tomada tras una encarnizada lucha. La ciudad cayó en manos del ejército insurgente con la Toma de la Alhóndiga de Granaditas, el 30 de septiembre de 1810, que originó una matanza y pillaje contra la población española nunca antes vista en el Virreinato de la Nueva España.
El ejército insurgente siguió con rumbo a Querétaro, pero desviándose a Valladolid, donde entraron tras pequeñas escaramuzas con el ejército realista. Después de unos días, Hidalgo salió con rumbo a la Ciudad de México, con el fin de tomarla. En esos momentos, el ejército insurgente constaba ya de 80 000 soldados. En Acámbaro, Hidalgo hizo algunos nombramientos: él quedó como generalísimo, Allende como capitán general, Juan Aldama, Mariano Jiménez y a Joaquín Arias como tenientes generales; Ignacio Martínez, José Antonio Martínez y Mariano Abasolo quedaron como mariscales de campo.

## La Batalla de Puente de Calderón
Abasolo tomó parte en los combates que Hidalgo dirigió en el Monte de las Cruces, Aculco y el Puente de Calderón. En este último enfrentamiento, Hidalgo fue derrotado por el ejército realista al mando del general y posteriormente al Virrey Félix María Calleja. A causa de esta derrota, Hidalgo, escapó hacia el norte del país, para convocar más adeptos a la causa y solicitar ayuda de Estados Unidos.

## Prisionero y enviado a cadena perpetua a Cádiz
Pero el 21 de marzo de 1811, en Acatita de Baján (en el estado de Coahuila), fueron aprehendidos todos los líderes insurgentes, entre ellos Abasolo. Hidalgo, Allende, Jiménez y otros más. Fueron sentenciados a muerte y fusilados, pero Abasolo no fue fusilado, sino enviado a España en calidad de prisionero. Esta distinción respecto a los otros jefes de la insurrección se debió a la intervención de su esposa María Manuela Rojas Taboada, cuya familia tenía relaciones en las altas esferas de la política del Virreinato de la Nueva España. Se le perdonó la vida, y se le condenó a cadena perpetua y fue encarcelado en el castillo de Santa Catalina, en Cádiz.

## Muerte
Allí permaneció hasta su muerte, ocurrida el 14 de abril de 1816, por tuberculosis pulmonar, favorecida por la inhóspita celda del castillo.